# Haemogregarina bigemina
Haemogregarina bigemina (synoniem: Desseria fragilis) is een soort in de taxonomische indeling van de Myzozoa, een stam van microscopische parasitaire dieren. Het organisme komt uit het geslacht Haemogregarina en behoort tot de familie Haemogregarinidae. Haemogregarina bigemina werd in 1901 ontdekt door Laveran & Mesnil.